# Bogdan Augustyn
Bogdan Augustyn, właśc. Bogusław Augustyn, ps. artystyczny „Bohun” (ur. w 1960 w Ustrzykach Dolnych) – polski muzyk i historyk, współzałożyciel i pierwszy wokalista KSU. Młodszy brat Macieja.

## Kariera muzyczna
Urodził się jako młodszy syn Kazimierza Augustyna i Wandy z Tarnawskich.
W 1978 roku Bogdan Augustyn „Bohun” wraz z grupą przyjaciół założył jeden z pierwszych w Polsce zespołów punkrockowych, który przybrał nazwę KSU.
„Bohun” był wokalistą zespołu, grał również na saksofonie. Augustyn był współautorem listu do Radia Wolna Europa, w którym upomniał się o nadawanie na jej antenie muzyki punkrockowej dla młodych słuchaczy w komunistycznej Polsce. List został odczytany na antenie RWE wraz z pozdrowieniami dla słuchaczy w Bieszczadach i odtąd, przez kilka tygodni, RWE nadawała godzinną audycję z żądaną muzyką. Według obiegowej opinii uchodzi za jednego z założycieli Wolnej Republiki Bieszczad. Działalność „Bohuna” wzbudziła zainteresowanie PRL-owskich organów ścigania: Służby Bezpieczeństwa oraz Milicji Obywatelskiej. W domu Augustynów przeprowadzono rewizję; przesłuchiwano też samego Augustyna.
Dzięki znajomości z Kazikiem Staszewskim zespołowi KSU udało się wystąpić w 1980 na I Ogólnopolskim Przeglądzie Zespołów Rockowych Nowej Fali w Kołobrzegu. KSU okrzyknięto największym odkryciem festiwalu.
W 1980 zdał maturę i uzyskał tytuł technika mechanika w Zespole Szkół Mechanicznych w Sanoku w specjalności obróbka skrawaniem. Podjął studia na Wyższej Szkole Pedagogicznej w Rzeszowie na kierunku historia. Dzięki sukcesowi KSU był osobą powszechnie rozpoznawalną na ulicach Rzeszowa. W 1983 roku odszedł z KSU; w 1985 r. uzyskał tytuł magistra w rzeszowskiej WSP i powrócił do Ustrzyk Dolnych. W latach 1984–1989 grał w awangardowym zespole Chieny Cmentarne (nazwa celowo z błędem ortograficznym).

## Działalność społeczna
Jeden z założycieli „Gazety Bieszczadzkiej”, działacz bieszczadzkiego oddziału Towarzystwa Opieki nad Zabytkami, w latach 1993–1996 prezes oddziału bieszczadzkiego TOnZ, inicjator ratowania zabytków bieszczadzkich, pomysłodawca i jeden z autorów artykułów w Roczniku Historycznym „Bieszczad”. Wieloletni prezes Ustrzyckiego Klubu Kyokushin Karate. Do 2007 wieloletni dyrektor Ustrzyckiego Domu Kultury w Ustrzykach Dolnych. W 2006 odznaczony Brązowym Medalem „Zasłużony Kulturze Gloria Artis”.